# 格拉德卡亚河
格拉德卡亚河（俄语：Река Гладкая），前称夹皮沟河（俄语：Река Чапигоу），是滨海边疆区哈桑区的河流，源起苏汉诺夫山口，长44公里，流域面积458平方公里，注入远征湾。落差168米，河宽3至6米，深0.2至0.4米。下游河床平坦，分岔众多。河中鲫鱼、鲤鱼和鲇鱼丰富。支流有大平滑河、葡萄河和大巴拉诺夫卡河，河边的定居点有苏汉诺夫卡村、格沃兹杰沃村和齋桑諾夫卡村。

## 引用
1. ↑  А·П·穆拉诺夫. . 列宁格勒: 气象出版社. 1966 （俄语）.
2. ↑  . 列宁格勒: 气象出版社 （俄语）.
3. ↑  Т·А·基谢尔科瓦娅. . 列宁格勒: 气象出版社. 1977 （俄语）.
4. ↑  . Примпогода.   [2023-10-14]. （原始内容存档于2021-10-18）.